# Hargreaves Lansdown
Hargreaves Lansdown plc  è una società inglese di servizi finanziari con sede a Bristol, Gran Bretagna. Vende fondi, azioni e prodotti nel retail in Gran Bretagna.
La società è quotata alla Borsa di Londra e fa parte del FTSE 100 Index.

## Storia
L'azienda è stata fondata il 1º luglio 1981 da Peter Hargreaves e Stephen Lansdown che inizialmente lavoravano in una camera da letto. Hargreaves Lansdown ha fornito in un primo tempo informazioni ai clienti su fondi comuni e questioni di pianificazione fiscale. Poi l'azienda è cresciuta ampliando il raggio d'azione fino a diventare una delle più grandi di Bristol, situata a One College Square, Harbourside.
La società è stata quotata per la prima volta alla Borsa di Londra nel maggio 2007, con i due fondatori della società che detenevano partecipazioni combinate equivalenti all'80%. Nell'aprile 2009, Lansdown ha venduto una quota del 4,7% per una somma di 47,2 milioni di sterline da destinare al costo della costruzione del nuovo stadio di calcio del Bristol City FC, riducendo la sua quota al 22,9%.
Nel 2019 Hargreaves Lansdown ha subito danni d'immagine quando la negoziazione del titolo è stata sospesa il 4 giugno 2019 a causa del fondo Woodford Investment Management, che Hargreaves Lansdown aveva promosso attraverso la sua lista Wealth 50 nonostante le preoccupazioni sulla strategia di investimento.
Nel luglio 2023, è stato annunciato che il presidente, Deanna Oppenheimer, si sarebbe dimesso. La decisione ha fatto seguito alle critiche del cofondatore dell'azienda, Peter Hargreaves, sull'aumento dei costi dell'azienda e sul calo del prezzo delle azioni.